# Museo Leonardiano
 Museo Leonardiano ali Leonardov muzej se nahaja v mestu Vinci v  metropolitanskem mestu Firenze, rojstnem kraju Leonarda Da Vincija.
Nahaja se na dveh lokacijah Palazzina Uzielli in Castello dei Conti Guidi, je ena največjih in najbolj izvirnih zbirk, posvečenih Leonardu da Vinciju, arhitektu, tehnologu in inženirju in na splošno zgodovini renesančne tehnike.
Dejansko je razstavljenih več kot 60 modelov strojev, ki so predstavljeni z natančnimi zgledi glede na umetnikove skice in ročno napisane opombe, ki jih spremljajo tudi digitalne animacije in interaktivne aplikacije.

## Zgodovina
Ideja o posvetitvi muzeja Leonardu v njegovem domačem kraju se je porodila leta 1919 med praznovanjem četrte stoletnice njegove smrti, ko je bil Castello dei Conti Guidi podarjen občini Vinci, a šele po obnovi stavbe (1939 -1942) in zahvaljujoč IBM-ovi donaciji celotne serije modelov, rekonstruiranih na podlagi Leonardovih risb, se je Leonardov muzej odprl za javnost 15. aprila 1953.
Takrat je Museo Vinciano zasedel le štiri grajske prostore, delil si je prostore z Biblioteca Leonardiana in šele od leta 1986 je po pomembni prenovi dokončno prevzel naslov Leonardiano. Od leta 2004 je v razstavni načrt vključena tudi palača Uzielli z dostopom do trga Piazza dei Guidi, ki ga je leta 2006 preoblikoval umetnik Mimmo Paladino.
Zadnja večja prenova in rekonstrukcija, izvedena med letoma 2008 in 2010, je omogočila odstranitev arhitekturnih ovir v Castello dei Conti Guidi, razširitev razstavne poti in ponovno odprtje panoramske terase na vrhu stolpa.

## Palača Uzielli
V prvem nadstropju so oddelki, namenjeni gradbeni mehanizaciji, tekstilni tehnologiji in mehanskim ročnim uram.
Prva soba dokumentira Leonardove predelave na podlagi projektov Filippa Brunelleschija za gradnjo kupole Firenške stolnice. Mladi Leonardo, vajenec v delavnici Verrocchia, je bil zelo navdušen nad zapletenostjo strojev na tem mestu, kjer je bil lahko priča litju in namestitvi velike bakrene krogle, nameščene na lanterni kupole.
Soba za tekstilno tehnologijo dokumentira Leonardovo zanimanje za proizvodni cikel tkanin in predstavlja njegove ambicije po avtomatizaciji proizvodnje.
Da Vincijeva strast do mehanizmov se kaže tudi v prostoru mehanskih ur, ki predstavlja modele merilnih instrumentov. V palači Uzielli so tudi prostori za začasne razstave in velika didaktična soba za didaktične poti, ki jih predlaga muzej.

## Il Castello dei Conti Guidi
Ogled se nadaljuje znotraj Castello dei Conti Guidi, kjer je razstavljenih 60 drugih modelov Leonardovih strojev.
V pritličnih prostorih so različni modeli strojev: od vojaških in letalnih do instrumentov za znanstveno raziskovanje.
V prvem nadstropju, med modeli strojev za premikanje po zraku, vodi in zemlji - vključno z Leonardovim samohodnim vozom ali avtomobilom, je v sobi Podestà, velikem nihajnem krilu in delujočem modelu v merilu 1 : 2 žerjav, zgrajen za zaključek vrha kupole stolnice Santa Maria del Fiore v Firencah.
Na koncu je še optična soba, posvečena Leonardovim študijam fizike svetlobe in s posebnim poudarkom na obdobju od Alhazena do Keplerja.
Na vrhu stolpa je video soba, opremljena za projekcijo dokumentarnih filmov o Leonardu, v kateri je tudi 9 modelov, zasnovanih za De Divina Proportione, Luce Paciolija.